# Seksologija
Po definiciji koju daje Opća enciklopedija JLZ, Seksologija je znanost koja se bavi proučavanjem spolnosti; istražuje komponente i manifestacije ljudske spolnosti. spolni nagon, erotičnost, rad genitalnih organa, načine zadovoljavanja spolnog nagona, spolne anomalije i poremećaje spolnih funkcija.
Noviji Hrvatski enciklopedijski rječnik daje drugačiju definiciju: Seksologija je znanost koja proučava probleme seksa i spolnih odnosa, koja se bavi morfološkim, fiziološkim i psihološkim značajkama razmnožavanja vrsta.
Ta definicija, međutim, manje od one prve odgovara načinu kako se pojam seksologija danas u svijetu koristi. Seksologija se bavi samo ljudskom vrstom, i ne bavi se problemima razmnožavanja.

## Preteče
Preteče moderne seksologije su istraživanja njemačkog psihijatra R. Krafft-Ebinga (1854-1902) te naravno učenje osnivača psihoanalize Sigmunda Freuda (1856-1939). Freudov nastavljač Wilhelm Reich (1897-1957) osobitu je pažnju posvetio izučavanju seksualne energije.

## Nastanak seksologije: Alfred Kinsey
Međutim, seksologija kao posebna znanstvena disciplina nastaje poslije II. svjetskog rata, istraživanjima američkog biologa Alfreda Kinseya, koji je na temelju razgovora s tisućama osoba objavio izvještaje Sexual Behavior in the Human Male (Spolno ponašanje ljudskog mužjaka) 1948. i Sexual Behavior in the Human Female 1953. Ti su ga izvještaji učinili zvijezdom u medijima, objektom žestokih napada branitelja tradicionalnih vrijednosti i predmetom žestokih kontroverzi.
Moralisti su ga napadali zato što je javno progovorio o tabuima, jer je jednako tretirao sve manifestacije spolnosti ne praveći razliku između "prirodnog" i "neprirodnog", dozvoljivog i zabranjenog, i također zbog toga što je seksualni užitak tretirao kao nešto što je posve normalno i poželjno i nešto oko čega se vrijedi potruditi, obrazovati i vježbati, nasuprot tradiciji kršćanske civilizacije u kojoj se seksualnost jedva tolerira, samo u braku i samo u "misionarskom" položaju. Ideja da je seksualnost jednostavno »lijepa, životna i humana« (Tordjman, 1980, s korica) i danas mnogima izaziva nelagodu.
Stručnjaci su mu upućivali zamjerke zbog grešaka u metodologiji, statističkoj obradi i intepretaciji rezultata razgovora s ispitanicima. Međutim, njegovi se podaci i zaključci i danas obilato citiraju i koriste.
Bitni Kinseyev zaključak bio je da problemi koje većina ljudi ima u spolnim odnosima ne potiču iz organskih uzroka (kako su tvrdili fiziolozi) niti iz njihovih psihičkih problema (kako tvrde psihoanalitičari); glavni uzrok je neznanje o bitnim čimbenicima spolosti. Ljudima treba pomoći da odbace zablude i nepotrebne inhibicije, da spoznaju svoje istinske žudnje i da steknu potrebna znanja i vještine, kako bi se prevladale smetnje poput impotencije i frigidnosti, ali i da bi se povećao užitak ljudi koje inače smatramo (pa i sebe sami smatraju) posve zdravim i normalnim. 

## Seksualna terapija i obrazovanje
Tako seksologija, novostvorena znanstvena disciplina, ubrzo postaje i pravi prosvjetiteljski pokret, koji će se uliti u široku rijeku revolucionarnih pokreta 1960-ih godina, koja je uključila i seksualnu revoluciju. Iako su ti pokreti krajem 1960-ih utihnuli i njihove se globalne revolucionarne pretenzije raspršile, ova prosvjetiteljska orijentacija ostaje do danas bitna u pristupima terapeuta i u priručnicima za samopomoć. Takav je npr. Seksualna inteligencija, objavljen na engleskom 2001. i na hrvatskom 2004, čija je glavna misao da treba upoznati i osloboditi svoje "skriveno seksualno Ja". Pri tome nije potrebna nikakva duboka, dugotrajna i stresna psihoanaliza, nego serija praktičnih vježbi, kakve su uveli Masters i Johnson. 
Ključnje figure tog razvoja su William H. Masters i Virginia Johnson, koji razvijaju svoje metode seksualne terapije te 1966. godine objavljuju svoj izvještaj. Kako piše suvremeni hrvatski sociolog Aleksandar Štulhofer, oni su izvršili svojevrsnu revoluciju i zapravo stvorili "seksualnu terapiju". Oni odbacuju isključivo psihoanalitički pristup liječenju seksualnih problema, koji je dugotrajnom psihoterapijom nastojao osvijestiti skrivene, nesvjesne uzroke poremećaja, uz pretpostavku da će problem nestati sam od sebe kada pacijent postaje svjestan tih uzroka.
Masters i Johnson pristupaju pragmatično (u skladu s kognitivno-bihevioralnim pravcem u psihologiji), usmjerujući pažnju na terapiju a ne na dijagnozu. Usmjeruju se također redovno na par, a ne na pojedinca. Uvode seriju "domaćih zadaća", vježbi koje pomažu paru da izađe iz rutine seksualnog života unutar kojeg je problem nastao. Kroz vježbe, smanjuje se međusobni pritisak i stvara zdravija slika seksualnosti i erotskog zadovoljstva. 
Kasniji pristupi u seksualnoj terapiji na raznličite načine kombiniraju psihodinamički pristup s kognitivno-bihevioralnim, prilagođujući se uvjetima i ocjenama o tome što je uzrok problema pojedinca odnosno para; oni se pak obično više ne nazivaju "pacijenti" nego "klijenti". Seksualni terepauti kombiniraju informiranje, educiranje, konkretne vježbe i dubinske razgovore. Ako se ukaže potreba, terapija se upotpunjuje lijekovima. Takav se, kombinirani, pristup pokazao najdjelotvornijim.

## Seksologija u Hrvatskoj
U Hrvatskoj je još 1960-ih godina kao seksualni terapeut počeo djelovati Marijan Košiček, koji 1965. izdaje i prvi udžbenik seksualnog odgoja, a 1973. i priručnik za nastavnike. Tadašnji pokušaji da se seksualni odgoj uvede u škole nisu međutim uspjeli. Košiček je tijekom 1970-ih i 1980-ih objavio niz popularno-znanstvenih i pedagoških knjiga o problemima seksualnih odnosa, frigidnosti, homoseksualnosti itd, te je imao rubrike seksualnih savjeta u časopisu Start i drugdje. Nije, nažalost, imao nastavljača. Dugo vremena u Hrvatskoj nije bilo pravih (specijaliziranih) seksualnih terapeuta, iako povremena ispitivanja i dobra prodaja prevedenih priručnika, kao što je Seksualna inteligencija pokazuju da za njima postoji potreba.
Godine 2004. godine započinje sustavno obrazovanje stručnjaka (psihologa, psihijatara) u području seksualne terapije. Edukaciju vode eminentni europski i svjetski stručnjaci koji se u svom profesionalnom radu bave izučavanjem seksualnosti, seksualnih poteškoća i poremećaja te prevencijom i liječenjem istih. U Hrvatskoj postoji određen broj stručnjaka koji se bave terapijom seksualnih poteškoća i poremećaja   Arhivirana inačica izvorne stranice od 19. kolovoza 2007. (Wayback Machine).
U kolovozu 2007. godine osnovano je Hrvatsko društvo za seksualnu terapiju, koje okuplja seksualne terapeute u Hrvatskoj.
Diskusije o spolnom odgoju u osnovnim i srednjim školama započete su ponovo u prvoj polovici prvog desetljeća 21. stoljeća. Razvila se žestoka polemika, u kojoj su nepomirljivo suprotstavljena dva pristupa: "konzervativni" (vjerski) i "liberalni" (seksološki). Idejni je sukob nepomirljiv, a Ministarstvo prosvjete nije se usudilo donijeti odluku, tako da nikakva odluka o spolnom odgoju nije donesena do početka školske godine 2007.

## Unutrašnje poveznice
- Masturbacija
- Orgazam
- Spolni odgoj
- Teologija tijela

## Vanjske poveznice
- PLIVAzdravlje - Seksualnost
- Seksualno zdravlje  Arhivirana inačica izvorne stranice od 19. kolovoza 2007. (Wayback Machine)
- neka literatura iz seksologije na hrvatskom i srpskom koja se može naći u knjižnicama